# Locomotiva FS D.143
Le D.143 erano locomotive diesel-elettriche da manovra pesante e da tradotta, che hanno prestato servizio nelle Ferrovie dello Stato italiane, ottenute dalla ricostruzione meccanica ed elettrica delle vecchie Ne 120.

## Storia
Le locomotive D.143 sono il prodotto della ricostruzione delle cosiddette locomotive di guerra Ne 120 giunte in Italia nel 1943 a seguito delle truppe alleate. A metà degli anni sessanta le Ferrovie dello Stato, per risolvere alcuni problemi congeniti della motorizzazione delle 49 unità che rappresentavano ancora il punto di forza del proprio parco rotabili da manovra pesante, presero la decisione di ricostruirne interamente la parte meccanica e aggiornare la parte elettrica di potenza, nonché di risolvere almeno in parte il problema della forte rumorosità intrinseca prodotta dal mezzo stesso.
Per la sostituzione dei motori diesel fu incaricata la società OM che cambiò i due originali costruiti dalla Buda su licenza Lanova con un unico motore, mentre la parte elettrica Westinghouse venne in parte sostituita e in parte revisionata dalla Tecnomasio Italiano-Brown-Boveri.
Nel 1965 iniziò il loro ammodernamento e l'immissione in servizio con sostituzione dei motori e della dinamo generatrice per sedici unità; nella stessa occasione vennero riclassificate nel gruppo D.143 assumendo la caratteristica colorazione verde vagone con strisce orizzontali gialle e parte frontale rosso. Le ulteriori trentatré unità vennero ammodernate nei primi anni settanta del ventesimo secolo.

## Caratteristiche
Le locomotive vennero ricostruite sul robusto telaio a due carrelli su cui erano montati i due avancorpi e la cabina di guida centrale delle Ne 120. Di quest'ultima venne curata l'insonorizzazione mediante l'installazione di pannelli interni fonoassorbenti. Venne rifatto anche il banco di guida e la strumentazione relativa. Sulla struttura, il praticabile fornito di corrimano che permetteva il passaggio lateralmente e intorno agli avancorpi direttamente dalla cabina di guida venne reso a norma antinfortunistica.
I due carrelli rimasero quelli di tipo semplificato a sospensione con molle elicoidali.
I due motori diesel a 6 cilindri costruiti dalla Buda, azienda dell'Illinois, su licenza della Lanova vennero sostituiti da un unico motore a 12 cilindri, di cilindrata pressoché doppia, e di potenza superiore ai due precedenti, di costruzione OM tipo SEV a 4 tempi, su licenza della SAURER, ad alimentazione naturale e iniezione diretta. La dinamo generatrice di corrente continua che alimentava i motori elettrici posti sui carrelli, il tutto di produzione Westinghouse, venne modificata o sostituita; il potenziamento dell'isolamento dei motori, la sostituzione della dinamo generatrice e il rifacimento dei circuiti elettrici e di comando venne curato dal Tecnomasio Italiano-Brown-Boveri.

## Esercizio

### Servizi
Queste locomotive furono incaricate delle manovre pesanti sulle selle di lancio di Milano, Torino e Roma nonché tra i grandi scali di queste città. Tra i servizi merci di linea si ricordano quelli sulla linea Palazzolo-Paratico Sarnico, mentre per il servizio viaggiatori, quelli tra Velletri, Sezze Romano e Terracina.

### Depositi
Nel 1983 il gruppo era assegnato a Messina, Milano Smistamento, Bologna San Donato, Reggio Calabria, Catania, Palermo, Cassino, Roma Trastevere, Roma Smistamento e Torino Smistamento.
Una consistente quantità di D.143, resesi disponibili dopo l'entrata in servizio di locomotive da manovra di nuova costruzione, fu assegnata
all'inizio del 1989 al deposito locomotive di Mestre.A inizio XXI secolo le D.143 resistevano nell'impianto di Livorno Calambrone ancora in buon numero di esemplari(circa 10) effettuando le tirate di carri con un peso che, in alcuni casi, oltrepassava le 2000 tonnellate verso il porto di Livorno e raccordi adiacenti.

### Radiazione
La demolizione delle D.143 iniziò nel 2003 con le locomotive D.143.3010, assegnata al deposito locomotive di Roma, D.143.3012, assegnata a Reggio Calabria, e D.143.3029, assegnata a Palermo.
Fino al 2014 restavano operative le 3007 e 3009 stanziate a Livorno Calambrone in uso a Serfer.

### Mezzi preservati
Nel 2014 risultavano preservate le unità 3002, 3019, 3021 (l'unica efficiente, in carico all'Associazione Treni Storici Liguria) e 3045, sottoposta a Palermo a vincolo dalla Soprintendenza per i Beni Culturali della Regione Siciliana).

## Soprannomi

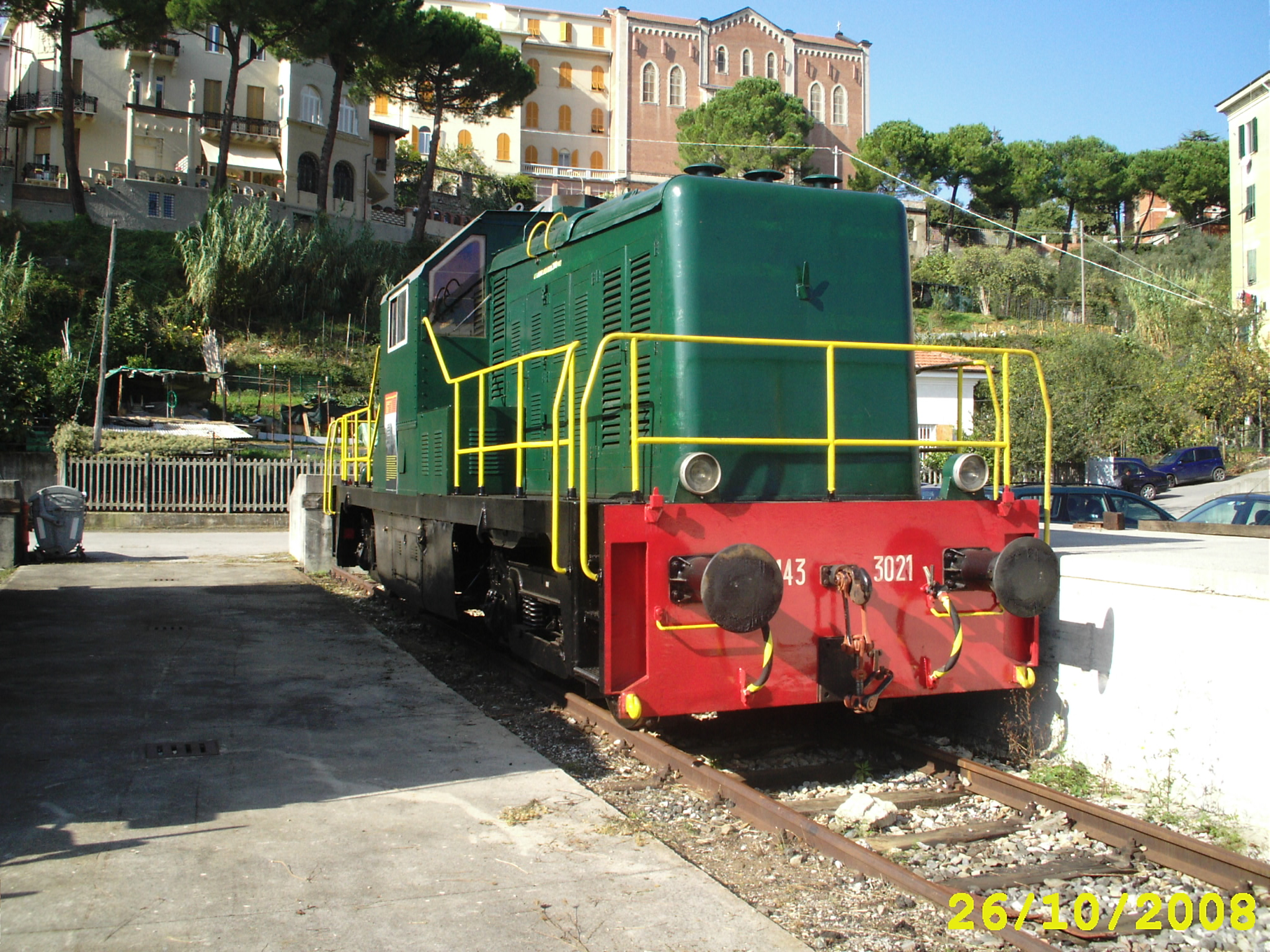
La D.143 3021,attualmente unico rotabile preservato in condizioni di efficienza,qui durante un'esposizione a La Spezia

Le D.143 erano note anche con il soprannome "Truman", in onore del presidente degli Stati Uniti in carica al tempo del loro arrivo in Italia durante la seconda guerra mondiale. Un altro soprannome era "Il Buda", dal nome del costruttore dei motori.

## Curiosità
Una unità non meglio identificata appare nel film Cassandra Crossing, è il locomotore che subentra a quello a trazione elettrica nella scena successiva a quella della blindatura e piombatura del treno. Nelle scene successive non ve n'è traccia.

## Modellismo
Nel modellismo la D.143/Ne 120 è stata presa in considerazione da poche ditte artigianali come, Sagi o Lineamodel con modelli in kit o già assemblati in metallo e ultimamente da P.I.R.A.T.A Models (in scala N) e Timishoara (con motore tipo Tenshodo) e Acme con modelli di produzione industriale dalla qualità veramente eccellente.

### Fonti a stampa
- Fernando Barenghi, Locomotiva diesel-elettrica Gr. D.143 per le Ferrovie dello Stato, in Rassegna tecnica TIBB, (1966), n. luglio-dicembre, pp. 45–51.
- Vinicio Brandani, Alcune prove effettuate sul gruppo elettrogeno delle locomotive D.143, in Rassegna tecnica TIBB, (1966), n. luglio-dicembre, pp. 52–57.
- Servizio Materiale e Trazione FS, Automotrici termiche, Firenze, Ferrovie dello Stato, 1971.

### Storiografia e complementi
- Ellis Barazzuol, Francesco Bloisi, Francesco Maria, Angelo Nascimbene e Paolo Visintini, 70 anni di manovre, in Tutto Treno, n. 287, 2014,  pp. 62-71, ISSN 1124-4232 (WC · ACNP).
- Francesco Bloisi e Francesco Maria, Truman. Le italo-americane, in Tutto treno, vol. 15, n. 160, gennaio 2003,  pp. 16-23, ISSN 1124-4232 (WC · ACNP).
- Marcello Cruciani, D.143 in piena linea, in I treni, 16 (1995), n. 160, pp. 19-21.
- Marcello Cruciani, Sessantacinque anni sui binari italiani, in I treni, 30 (2009), n. 315, pp. 16-17.
- Michele Mingari e Fabrizio Acquaviva, I "Truman", in La rivista della ferrovia, vol. 4, n. 11, estate 2010,  pp. 10-25, ISSN 2037-1055 (WC · ACNP).
- Nico Molino, FS Italia. Locomotive diesel D.141, D.143, RD.142, collana Monografie ferroviarie, vol. 25, Torino, Elledi, 1988, ISBN 88-7649-040-X.
- Angelo Nascimbene, ... Botoli, Telex/Lettere. Evoluzione nel tempo della colorazione applicata alle Ne 120/D143, in Tutto treno, n. 119, Albignasego, Duegi Editrice, 1999,  pp. 57-58, ISSN 1124-4232 (WC · ACNP).
- Sergio Pautasso, Locomotive Diesel di guerra. Il gruppo Ne 120 e la trasformazione in D.143, in I treni oggi, vol. 1, n. 4, 1980,  pp. 11-18.
- Fabrizio Sozzi, Truman agli sgoccioli, in I treni, 30 (2009), n. 315, pp. 12-15, 18-20.